# Prawo Joule’a (prąd elektryczny)
Prawo Joule’a, zwane również prawem Joule’a-Lenza, pozwala wyznaczyć ilość ciepła, które wydziela się podczas przepływu prądu elektrycznego przez przewodnik elektryczny
Ilość ciepła wydzielanego w czasie przepływu prądu elektrycznego przez przewodnik elektryczny jest wprost proporcjonalna do iloczynu oporu elektrycznego przewodnika, kwadratu natężenia prądu i czasu jego przepływu.
Zależność tę można wyrazić wzorem:
{\displaystyle Q=RI^{2}t,}
gdzie:
{\displaystyle Q} – ilość wydzielonego ciepła [J],
{\displaystyle I} – natężenie prądu elektrycznego [A],
{\displaystyle R} – opór elektryczny przewodnika [Ω],
{\displaystyle t} – czas przepływu prądu [s].
Prawo to jest wyrazem zasady zachowania energii w odniesieniu do przepływu prądu. Wynika z niego, że energia prądu elektrycznego zamienia się w energię wewnętrzną przewodnika.

## Wyprowadzenie
Prawo Joule’a można wyprowadzić z definicji mocy prądu elektrycznego i prawa Ohma. Korzystając ze wzoru, który wynika z prawa Ohma można zapisać związek między napięciem a natężeniem prądu
{\displaystyle U=IR,}
gdzie {\displaystyle U} jest napięciem na końcach przewodnika.
Z definicji mocy prądu elektrycznego
{\displaystyle P=UI,}
po wstawieniu napięcia z prawa Ohma
{\displaystyle P=RI\cdot I,}
{\displaystyle P=RI^{2}.}
Ilość wydzielonego ciepła jest równa pracy wykonanej przez prąd elektryczny w czasie {\displaystyle t,} stąd
{\displaystyle Q=W=Pt=RI^{2}t,}
{\displaystyle Q=RI^{2}t.}

## Zastosowanie zjawiska
Zjawisko wydzielania się ciepła podczas przepływu prądu elektrycznego zaobserwowane zostało po raz pierwszy przez Jamesa Joule’a w 1841, a następnie niezależnie przez Heinricha Lenza w 1842. Jest obecnie wykorzystywane do zamiany energii elektrycznej na energię wewnętrzną. Ma to miejsce we wszystkich urządzeniach wyposażonych w grzałki elektryczne np. czajniki elektryczne, pralki, zmywarki, promienniki.
Zjawisko to jest jednak często niepożądane, na przykład przy przesyłaniu energii. Wówczas wydzielane ciepło jest energią traconą. W urządzeniach elektronicznych zjawisko Joule’a powoduje wydzielanie się ciepła wewnątrz aparatury i wymaga usuwania go stamtąd, aby urządzenie mogło stabilnie pracować. Dlatego np. komputery wymagają chłodzenia.